# Gudhjembanen
Gudhjembanen mellem Almindingen og Gudhjem (1916-52) var en jernbane, der blev anlagt af Alminding-Gudhjem Jernbaneselskab (AGJ), som 1. april 1934 indgik i De Bornholmske Jernbaner sammen med Nexøbanen og Allingebanen. De var alle smalsporede og blev aldrig omlagt til normalspor.

## Historie
Gudhjembanen var med i den store jernbanelov i 1908. Eneretsbevilling blev givet 14. september 1910. Anlægsarbejdet blev først påbegyndt i 1911, fordi Allingebanen skulle gøres færdig først. Banen blev anlagt som en forlængelse af Nexøbanens sidebane fra Aakirkeby til Almindingen. Driften blev indledt 27. juni 1916 med to daglige tog i hver retning, om søndagen dog tre.
Det meste af banens levetid var der direkte tog fra Rønne til Christianshøj, som lå nærmere ved Almindingens seværdigheder end Almindingen Station. Togene fra Gudhjem fik heller ikke endestation i Almindingen. De kørte til/fra Aakirkeby, som blev Bornholms store jernbaneknudepunkt, hvor tog fra 3 sider mødtes. Strækningen Aakirkeby-Almindingen blev reelt en del af Gudhjembanen og blev nedlagt sammen med den 18. august 1952.

## Strækningsdata
- Åbnet: 27. juni 1916
- Længde: 18,2 km
- Enkeltsporet
- Sporvidde: 1.000 mm
- Skinnevægt: 19,9 kg/m
- Maks. stigning: 15 ‰
- Mindste kurveradius: 250 m
- Maks. hastighed: 30 km/t, i 1927 sat op til 45 km/t, i 1950 til 70 km/t
- Nedlagt: 18. august 1952

## Standsningssteder
Alle stationer havde omløbs-/læssespor med kreaturfold og siderampe. Km angivet fra Aakirkeby:
- Almindingen station i km 5,0. Det oprindelige perronspor havde kurs mod skovridergården Rømersdal, så der måtte anlægges ny perron og to 140 m lange spor med kurs øst om gården. Den drejeskive, stationen havde fra starten, var for lille til Gudhjembanens lokomotiver.
- Christianshøj trinbræt i km 6,8 med 120 m omløbs-/læssespor og stikspor med rampe. Trinbrætbygningen ejes af Naturstyrelsen og bruges som et lille skov- og jernbanemuseum.
- Åløse station i km 10,7. Togfølgestation 1916-21, helt lukket 1921-44, igen togfølgestation 1944-50, så trinbræt med sidespor.
- Østermarie station i km 13,7. Ekstra læssespor med stikspor til varehuset og privat sidespor til brugsforeningen.
- Østerlars station i km 17,8. For enden af perronen ekstra læssespor med privat pakhus og privat sidespor til mejeriet.
- Stavehøl trinbræt i km 20,5.
- Gudhjem station i km 23,1 med 3 spor ud for perronen og sidespor til tosporet remise med vandkran og tosporet vognskur.

### Bevarede bygninger
Stationsbygningerne, som alle er bevaret, og trinbrætbygningen på Christianshøj er tegnet af Kay Fisker og Aage Rafn i en pittoresk nyklassicisme. De er alle fredet undtagen Åløse.
- Christianshøj: Almindingsvej 40
- Åløse: Åløsevej 41
- Østermarie: Godthåbsvej 59
- Østermarie m/Ø: Godthåbsvej 59
- Østerlars: Nybrovej 33
- Gudhjem: Stationsvej 1

## Strækninger hvor banetracéet er bevaret
4½ km af banens tracé er bevaret og tilgængeligt, bl.a. 2 km mellem Østerlars og vandfaldet Stavehøl.
- Banesti gennem Almindingen
- Almindingsvej, i baggrunden Christianshøj Trinbræt
- Fra Trehøjevej til Iglemose i Almindingen
- Jernbanebro over Kobbeå lige ovenfor vandfaldet Stavehøl